# Филиокве
Филиокве (Filioque) е латинска фраза, която означава „...и от Сина“. Представлява късна добавка от ХІ в. към латинския превод на Никео-цариградския символ на вярата, утвърден окончателно през 381 г. на Втория вселенски събор. Включен е от Западната (Римската) църква в нейния догмат за Светата Троица и оповестява изхождането на Светия Дух не само от Бог Отец, както в оригиналния Символ на вярата, „но от Отца и Сина“. Филиокве става един от поводите за разделението на Вселенската църква през 1054 г., тъй като Източната (Константинополската) църква не приема нововъведението. 
Филиокве навлиза в литургичните практики на Западната църква няколко века по-рано. Една от причините стремежът да бъде оборено арианството. Участниците в Третия поместен събор в Толедо, Испания, през 589 г. я въвеждат, за да подчертаят божествената природа на Иисус Христос. 
Източната църква, от своя страна, се придържа към виждането, че утвърденият вече Символ на вярата не бива да бъде дописван и разглежда добавката като ерес. Основните аргументи са редица библейски текстове, сред които Евангелието на свети Йоан Богослов: „А кога дойде Утешителят, Когото Аз ще ви пратя от Отца, Духът на истината, Който изхожда от Отца, Той ще свидетелствува за Мене.“ (Йоан, 15:26)
Един от най-ранните критици на филиокве е патриарх Фотий I Константинополски, който през 866 г. води дълга преписка с папа Николай I, където излага догматическите си аргументи срещу добавката. 
След като османците сериозно застрашават Константинопол през ХІV в., са направени опити за изглаждане на доктриналния спор и се стига до Фераро-Флорентинската уния. Впоследствие обаче Източната църква отхвърля унията.